# Gare de Sartrouville-Val Notre-Dame
Ne doit pas être confondu avec Gare de Sartrouville.
La gare de Sartrouville-Val Notre-Dame est un projet français de pôle multimodal, dans la ville de Sartrouville, dans le département des Yvelines. Elle sera desservie par la ligne 11 du tramway francilien, une ligne de tram-train qui relie en première phase, la gare d'Épinay-sur-Seine à celle du Bourget, depuis le 1er juillet 2017, puis en seconde phase, la gare de Sartrouville à celle de Noisy-le-Sec. La gare de Sartrouville-Val Notre Dame devrait ouvrir en seconde phase, c'est-à-dire en 2033. La future gare sera implantée près du parking de la place Jacques-Brel qui jouxte le théâtre de Sartrouville.
Le projet de SDRIF, dévoilé par la région en février 2007, prévoit également, en phase 2 (2014-2020) un prolongement de la ligne 2 du tramway depuis le pont de Bezons jusqu'à la gare de Sartrouville-Val Notre-Dame, pour rejoindre la ligne T11. Cependant, en 2022, ce prolongement a été écarté par Île-de-France Mobilités, privilégiant un projet de bus à haut niveau de service (BHNS).